# Петрухин, Владимир Алексеевич
Петрухин Владимир Алексеевич (14 августа 1947 года, г. Спас-Клепики Рязанской обл.) — российский и украинский учёный в области информатики и кибернетики, доктор технических наук (2004), профессор, преподаватель кафедры теоретической кибернетики и методов оптимального управления МФТИ, ведущий научный сотрудник Института кибернетики имени В. М. Глушкова Национальной академии наук Украины, заместитель директора Физико-технического учебно-научного центра НАН Украины. Заслуженный деятель науки и техники Украины, лауреат премии им. В. М. Глушкова НАН Украины, лауреат Премии правительства РФ в области образования (2011).

## Биография
В 1971 году Владимир Алексеевич окончил факультет управления и прикладной математики МФТИ по специальности «Теоретическая кибернетика и методы оптимального управления».
В дальнейшем преподавал в МФТИ и трудился в Институте кибернетики им. В. М. Глушкова и как учёный, и в качестве сотрудника Физико-технического учебно-научного центра НАН Украины, многие годы поддерживающего тесные связи с МФТИ в порядке шефства над подготовкой в оном одарённых в математическом и физико-техническом направлении студентов из Украины.
В 2004 г. защитил в Институте кибернетики диссертацию «Математические модели, алгоритмы и системы сбора, обработки и интерпретации медицинской информации» на учёную степень доктора технических наук : 05.13.06
Профессор В. А. Петрухин является соавтором целого ряда учебных пособий для вузов, изданных при участии МФТИ (см. библиографию).
Владимир Алексеевич был членом программного комитета X межд. научно-практич. конф. им. А. И. Китова «Информационные технологии и математические методы в экономике и управлении» (ИТиММ-2020), 15-16 окт. 2020 г., Москва, РЭУ им. Г. В. Плеханова, и ряда других известных научных мероприятий

## Научные интересы
Системы распределённого искусственного интеллекта, системы сбора и обработки медицинской информации.

## Награды и почётные звания
- Премия Ленинского комсомола,
- Премия имени В. М. Глушкова НАН Украины,
- Премия Правительства Российской Федерации в области образования (2011) (совм. с О. М. Белоцерковским, И. Н. Грозновым, А. Г. Леоновым, В. Т. Черепиным и др. — за научно-практическую разработку «Система подготовки кадров для удалённых научных и научно-производственных центров»[2],
- Заслуженный деятель науки и техники Украины

## Избранная библиография

### Учебники и учебные пособия
- Методы и средства инженерии программного обеспечения : учебное пособие / Е. М. Лаврищева, В. А. Петрухин ; Московский физико-технический ин-т (гос. ун-т). — Москва : МФТИ, 2007 (Орехово-Зуево (Моск. обл.) : Орехово-Зуев. тип.). — 415 с. : ил.; 21 см; ISBN 5-7417-0200-7
- Математические модели нелокальной кинетики электронов в тлеющем разряде с полым катодом: учеб. пос. для студентов вузов по направлению «Прикладные математика и физика» / В. В. Горин, В. А. Петрухин, В. Я. Черняк ; М-во образования и науки Российской Федерации, Московский физ.-технический ин-т (гос. ун-т). — Москва : МФТИ; Киев, 2011. — 127 с. : ил.; 21 см; ISBN 978-5-7417-0360-1
- Учебно-методические материалы по математике электронной физико-технической школы / М-во образования и науки Российской Федерации, Московский физико-технический ин-т (гос. ун-т), [Национальная акад. наук Украины, Ин-т кибернетики им. В. М. Глушкова ;
  - (уравнения): учебно-методическое пособие для студентов вузов по направлению «Прикладные математика и физика» / авт.-сост. М. И. Шабунин, В. О. Ковалёв, В. А. Петрухин, Т. В. Пустовой, С. А. Рубан. — Москва : МФТИ ; Киев : Сталь, 2011. — 92 с. : ил.; 21 см; ISBN 978-966-1555-84-5
  - (тригонометрия): учебно-методическое пособие для студентов вузов по направлению «Прикладные математика и физика» / сост. М. И. Шабунин, К. В. Егоров, В. О. Ковалёв, В. А. Петрухин, Т. В. Пустовой. — Москва : МФТИ ; Киев : Сталь, 2011. — 79 с. : ил.; 21 см; ISBN 978-966-1555-82-1
  - (тестовые задачи): учебно-методическое пособие для студентов вузов по направлению «Прикладные математика и физика» / авт.-сост. М. И. Шабунин, В. О. Ковалёв, Т. А. Олейник, А. В. Переверзева, В. А. Петрухин, Т. В. Пустовой. — Москва : МФТИ ; Киев : Сталь, 2011. — 72 с. : ил.; 21 см; ISBN 978-966-1555-87-6

### Диссертации
- Петрухин, Владимир Алексеевич. Математические модели, алгоритмы и системы сбора, обработки и интерпретации медицинской информации : диссертация … доктора технических наук : 05.13.06; [Место защиты: Нац. Акад. наук Украины. Ин-т кибернетики им. В. М. Глушкова]. — Киев, 2004. — 410 с. : ил.[3]